# Ç

Evolução do Z (Ꝣ) visigótico ao moderno Ç.

Ç, ç (cê-cedilha, cê de cedilha ou cê cedilhado) é uma letra do alfabeto latino, usada nos alfabetos das línguas albanesa, azeri, catalão, curda, francês, friulano, lígure, occitano, português, tártara, turca, turcomena e zazaki como uma variante da letra "c". Ç foi usado oficialmente para simbolizar a africada alveolar surda /t͡s/ no espanhol medieval e se origina da forma da letra "z" na escrita visigótica. Esse fonema teve origem no latim vulgar a partir da palatalização das consoantes plosivas /t/  e /k/ em determinadas condições. Posteriormente, /t͡s/ converteu-se em /s/ em várias línguas românicas e dialetos. Em espanhol já não se usa mais este símbolo desde uma reforma ortográfica ocorrida no século XVIII (que substituiu "ç" pela então já dessonorizada "z"). No Alfabeto Fonético Internacional, "[ç]" representa a fricativa palatal surda.

## Uso como letra variante em diversas línguas
Ç representa o som "suave" /s/ em posições em que um "c" normalmente representa o som "duro" /k/ (antes de "a", "o", "u", ou em final de palavra), nas línguas abaixo:
- Português (cê cedilhado, cê de cedilha ou cê-cedilha). Denota o /s/ surdo antes de "a", "o", ou "u". No português moderno nunca se usa este caractere no início ou final de palavra (por exemplo, o apelido para Conceição é São, não "Ção"). Em textos em português escritos à mão frequentemente se representa a cedilha como uma vírgula ou como um til girado em 90°.

- Catalão. Conhecida como ce trencada ("cê quebrado"), pode ser usada antes de "a", "o", "u", ou ao final da palavra. Alguns exemplos de seu uso: amenaça "ameaça", torçat "torcido", xoriço "choriço", forçut "forte", dolç "doce", caça "caça". Uma palavra bastante conhecida é Barça, um diminutivo catalão bastante comum para o FC Barcelona usado em todo o mundo, inclusive pelos meios de comunicação em língua espanhola.
- Francês (cé cédille). Exemplos: français "francês", garçon "menino", façade "fachada", grinçant "ginchado", leçon "lição", reçu "recebido". No francês pode-se usar este caracter no início de palavra (ça "isso"), mas não ao final.[1] Em histórias em quadrinhos escritas à mão em letras maiúsculas, a cedilha é escrita como uma barra cruzando ao meio a curva inferior da letra "C", inclinada como um acento agudo.
- Friulano (c cun cedilie). Representa a africada pós-alveolar surda /t͡ʃ/ antes de "a", "o", "u" ou ao final da palavra.
- Occitano (ce cedilha). Exemplos: torçut "torcido", çò "este", ça que la "entretanto", braç "braço", brèç "berço", voraç "voraz".
- Manês: usada no dígrafo "çh", pronunciado [t͡ʃ], para diferenciar do "ch" normal, pronunciado [x].

## Uso na informática
| Charset     | Unicode | ISO 8859-1, 2, 3, 9, 14, 15, 16 | HTML     |
| ----------- | ------- | ------------------------------- | -------- |
| Ç maiúscula | U+00C7  | C7                              | &Ccedil; |
| ç minúscula | U+00E7  | E7                              | &ccedil; |

### Entrada de dados
Nos teclados das línguas francesa, portuguesa, espanhola e italiana, o cê-cedilha está disponível como uma tecla independente; entretanto, na maioria dos outros teclados uma combinação de teclas precisa ser usada:
- Em Mac OS, Opt+C para minúscula (ç) e Opt+Shift+C para maiúscula (Ç).

- No X Window System e em várias consolas Unix, deve-se pressionar em sequência Compose, , e C ou Shift+C. Opcionalmente, pode-se pressionar AltGr+= e após C ou Shift+C.

- Em Microsoft Windows, usa-se Alt+0231 ou Alt+135 para a minúscula e Alt+0199 ou Alt+128 para a maiúscula.

- No Microsoft Word, usa-se Ctrl+, e após C ou Shift+C.

- As entidades HTML definidas são &ccedil; para a minúscula e &Ccedil; para a maiúscula.

- Em TeX e LaTeX, \c é usado para adicionar a cedilha a uma letra; desta forma, \c{c} produz "ç".